# Head Automatica
Gli Head Automatica sono stati una band pop rock creata dal cantante Daryl Palumbo, già frontman dei Glassjaw, e dal dj e compositore dei famosi Gorillaz Dan the Automator.
Le scarse notizie reperibili in rete sul gruppo sono da imputare ai notevoli impegni del frontman.

## Discografia
Album in studio
- 2004 - Decadence
- 2006 - Popaganda

EP
- 2005 - Beating Heart Baby
- 2006 - Pop Rocks

Singoli
- Brooklyn Is Burning
- Beating Heart Baby
- At the Speed of a Yellow Bullet
- Please Please Please (Young Hollywood)
- Graduation Day
- Lying Through Your Teeth